# Parco Golenale lungo Po
Il Parco Golenale lungo Po è un Parco Locale di Interesse Sovracomunale (PLIS), riconosciuto nel 2005 (con delibera del Consiglio Provinciale n° 239 del 15/09/2005) e si trova in Lombardia, nei comuni di Ostiglia, Borgo Mantovano (frazione di Pieve di Coriano), Serravalle a Po e Sustinente, in provincia di Mantova.